# Vũ Văn Sỹ
Vũ Văn Sỹ (sinh năm 1963) là một sĩ quan cấp cao trong Quân đội nhân dân Việt Nam, hàm Trung tướng. Ông từng giữ chức vụ Cục trưởng Cục Quân lực, Quân đội nhân dân Việt Nam.

## Thân thế và binh nghiệp
Trước năm 2012, ông là Sư đoàn trưởng Sư đoàn 10, Quân đoàn 3.
Năm 2012, ông giữ chức Phó Tư lệnh kiêm Tham mưu trưởng Quân đoàn 3.
Tháng 6 năm 2015, ông được bổ nhiệm làm Tư lệnh Quân đoàn 3
Năm 2016, ông được thăng quân hàm Thiếu tướng.
Tháng 7 năm 2018, ông được bổ nhiệm giữ chức Cục trưởng Cục Quân huấn, Quân đội nhân dân Việt Nam.
Tháng 2 năm 2020, Ban Thường vụ Quân ủy Trung ương Bộ Quốc phòng bổ nhiệm ông giữ chức Cục trưởng Cục Quân lực, Quân đội nhân dân Việt Nam, thay thế cho ông giữ chức Cục trưởng Cục Quân huấn là Thiếu tướng Thái Văn Minh.

## Lịch sử thụ phong quân hàm
- Thiếu tướng (2015)
- Trung tướng (2019)[1]